# Смыслов, Борис Васильевич
Борис Васильевич Смыслов (25 декабря 1917, Ростов, Ярославская губерния — 4 ноября 1970, Москва) — советский футболист (нападающий) и тренер по футболу. Победитель Кубка СССР (1946, 1947). Мастер спорта СССР.

## Карьера игрока
Воспитанник юношеской команды завода им. Калинина (пос. Калининский Московской обл.). Начал карьеру игрока в 1936 году в команде «Зенит» (пос. Калининский). В 1939 году стал игроком клуба группы «Б» ленинградского «Зенита». По ходу сезона перешёл в команду класса «А» московское «Торпедо». Сезон 1941 года начал в команде класса «А» «Стахановец» Сталино. Чемпионат 1941 года не был доигран из-за начавшейся Великой Отечественной войны.
В 1942 году стал игроком московского «Спартака». В том же году выиграл чемпионат и Кубок Москвы. Первый матч за основной состав красно-белых во всесоюзных соревнованиях провёл 6 августа 1944 года в розыгрыше Кубка СССР. В чемпионате первый раз сыграл за «Спартак» 1 июня 1945 года, в той же игре забил свой первый гол за клуб. В составе «Спартака» дважды выигрывал Кубок СССР по футболу, в 1946 и 1947 годах, в 1948 году завоевал бронзовые медали чемпионата СССР. Всего сыграл за «Спартак» 53 матча, в том числе 46 в чемпионате СССР и семь в розыгрыше Кубка СССР. Забил 7 голов, в том числе 6 в чемпионате. За дубль московского «Спартака» сыграл более 4 матчей и забил 1 мяч.
В 1949 году перешёл в команду первой группы «Крылья Советов» Куйбышев. В составе команды становился полуфиналистом Кубка СССР в 1950 году и бронзовым призёром турнира за Приз Всесоюзного комитета физкультуры и спорта 1952 года. В 1953 году решил завершить карьеру игрока, но уже в следующем году вернулся в футбол, став играющим тренером команды завода № 500 из Тушино. По окончании сезона 1954 года окончательно завершил карьеру футболиста.

## Карьера тренера
Карьеру тренера Смыслов начал в 1954 году, став играющим тренером команды завода № 500 в городе Тушино, где проработал один сезон. В марте 1956 года назначен тренером украинского клуба «Спартак» (Ужгород), игравший во классе «Б». В декабре того же года Смыслов покинул команду и в следующем году возглавил другой украинский клуб класса «Б» «Спартак» Станислав. Под его руководством команда в том же году заняла первое место в зональном турнире чемпионата СССР класса «Б», но заняв второе место в финальном турнире в Ташкенте не смогла завоевать право выступать в классе «А». В 1958 году назначен старшим тренером команды «Спартак» (Ереван). В том же году армянский клуб под руководством Смыслова занял второе место в 4-й зоне класса «Б», а уже в следующем году занял первое место в 3-й зоне класса «Б», добившись права выступать в турнире команд класса «А». В 1960 году ереванская команда по итогам чемпионата заняла 9-е место из 22.
В 1961 году Смыслов стал главным тренером краснодарского «Спартака», выступавшего в 3-й зоне РСФСР класса «Б». В том году команда заняла 8-е место из 13-ти, в то время как ранее краснодарцы в течение 6 лет не опускались ниже 5-го места. По мнению болельщиков, основные причины провала лежали в слабой работе тренерского штаба, прежде всего, в плане психологического настроя команды. После первого круга первенства 1962 года «Спартак» занимал 6-е место, неудачно сыграв практически со всеми лидерами. В результате в июле Смыслов был вынужден покинуть команду.
В августе того же 1962 года Смыслов возглавил клуб «Онежец» Петрозаводск, которую покинул в конце 1963 года. В 1967 году назначен начальником команды «Шинник» (Ярославль), игравшую во 2-й подгруппе 2-й группы класса «А». В следующем 1968 году стал главным тренером киргизского клуба «Алай» (Ош), в котором проработал один год.

## Статистика выступлений
Данные по матчам и забитым мячам не всегда полные. Неполные данные обозначаются знаком ↑.
| Клуб                        | Сезон                    | Лига | Лига | Кубок | Кубок | Другие | Другие | Итого | Итого |
| Клуб                        | Сезон                    | Игры | Голы | Игры  | Голы  | Игры   | Голы   | Игры  | Голы  |
| --------------------------- | ------------------------ | ---- | ---- | ----- | ----- | ------ | ------ | ----- | ----- |
| «Зенит» (Ленинград)         | 1939                     | 7    | 0    | 0     | 0     | 0      | 0      | 7     | 0     |
| «Зенит» (Ленинград)         | Итого                    | 7    | 0    | 0     | 0     | 0      | 0      | 7     | 0     |
| «Торпедо» (Москва)          | 1939                     | 0    | 0    | 0     | 0     | 0      | 0      | 0     | 0     |
| «Торпедо» (Москва)          | 1940                     | 1    | 0    | 0     | 0     | 0      | 0      | 1     | 0     |
| «Торпедо» (Москва)          | Итого                    | 1    | 0    | 0     | 0     | 0      | 0      | 1     | 0     |
| «Стахановец» (Сталино)      | 1941                     | ?    | 2    | 0     | 0     | 0      | 0      | ?     | 2     |
| «Стахановец» (Сталино)      | Итого                    | ?    | 2    | 0     | 0     | 0      | 0      | ?     | 2     |
| «Спартак» (Москва)          | 1944                     | 0    | 0    | 2     | 0     | 0      | 0      | 2     | 0     |
| «Спартак» (Москва)          | 1945                     | 12   | 1    | 0     | 0     | 0      | 0      | 12    | 1     |
| «Спартак» (Москва)          | 1946                     | 19   | 4    | 4     | 1     | 2      | 0      | 25    | 8     |
| «Спартак» (Москва)          | 1947                     | 8    | 0    | 0     | 0     | ?      | 0      | 8↑    | 0     |
| «Спартак» (Москва)          | 1948                     | 7    | 1    | 1     | 0     | ?      | 0      | 8↑    | 1     |
| «Спартак» (Москва)          | Итого                    | 46   | 6    | 7     | 1     | 2↑     | 0      | 55↑   | 7     |
| «Крылья Советов» (Куйбышев) | 1949                     | 25   | 2    | ?     | 1     | 5      | 0      | 30↑   | 3     |
| «Крылья Советов» (Куйбышев) | 1950                     | 33   | 3    | 7     | 1     | 3      | 0      | 43    | 4     |
| «Крылья Советов» (Куйбышев) | 1951                     | 26   | 4    | 4     | 1     | ?      | 0      | 30↑   | 5     |
| «Крылья Советов» (Куйбышев) | 1952                     | 6    | 1    | 1     | 0     | 8      | 0      | 15    | 1     |
| «Крылья Советов» (Куйбышев) | Итого                    | 90   | 10   | 12↑   | 3     | 16     | 0      | 118   | 13    |
| Всего в высшем дивизионе    | Всего в высшем дивизионе | 137↑ | 18   | 19↑   | 4     | 18↑    | 0      | 174↑  | 22    |

1. ↑  Количество игр и голов за клуб в различных лигах чемпионата СССР
2. ↑  Количество игр и голов за клуб в розыгрыше Кубка СССР
3. ↑  Количество игр и голов за клуб в турнире дублёров.

## Достижения
- Обладатель Кубков СССР 1946 и 1947 годов.
- Бронзовый призёр чемпионата СССР 1948 года.
- Победитель зонального турнира класса «Б» 1957 года вместе со «Спартаком» (Станислав).
- Победитель турнира 4-й зоны класса «Б» 1959 года вместе со «Спартаком» (Ереван).